# Aeroporto di Aosta
L'Aeroporto regionale della Valle d'Aosta "Corrado Gex" (in francese Aéroport régional de la Vallée d'Aoste "Corrado Gex") (IATA: AOT, ICAO: LIMW) è un aeroporto italiano situato nel comune di Saint-Christophe (località Les Îles), circa 2 km ad Est dal centro di Aosta, capoluogo della regione Valle d'Aosta.
La struttura, intitolata alla memoria del politico ed aviatore Corrado Gex, è posta ad un'altitudine di 546 m/ 1 791 ft sul livello del mare; è dotata di un solo terminal ed una sola pista con fondo in asfalto, lunga 1 499 m e larga 30 m, con orientamento 09/27. Lo scalo è inoltre dotato di Instrument landing system (ILS) e di impianto di illuminazione Precision Approach Path Indicator (PAPI).
L'aeroporto, unico scalo aeroportuale di tutta la Regione, è gestito da AVDA S.p.a. ed è aperto al traffico turistico e commerciale.

## Storia
Realizzato alla fine degli anni cinquanta nel comune di Saint-Christophe, ha acquistato con il tempo importanza per il volo sportivo, in particolare il volo di montagna, soprattutto attraverso l'impulso dato dall'attività del locale aeroclub. Oggi ha particolare importanza per il soccorso aereo alpino.
Nell'agosto del 2008 l'aeroporto fu chiuso per lavori strutturali alla pista, che fu allungata su entrambe le testate, in modo da portarla dai 1 240 m. ad una lunghezza disponibile di 1 499 m. La taxiway fu allungata fino alla testata 09, alla quale fu aggiunto un raccordo per velocizzare le operazioni di sgombero della pista. I lavori per l'ampliamento della pista e della taxiway si conclusero nel secondo semestre del 2009 e l'apertura all'aviazione generale avvenne il 14 gennaio del 2010. Inoltre furono installate nuove radioassistenze (in località Busseyaz, sulla collina tra Aosta e Saint-Christophe, e a Émarèse), tra le quali due VOR ed un sistema ILS. È nei piani la realizzazione di una nuova aerostazione e di un nuovo piazzale aeromobili.
L'aeroporto, oltre alla nuova pista in asfalto da 1 499 x 30 m, è stato dotato di una piazzola elicotteri di 27 x 27 m, utilizzata soprattutto per l'elisoccorso alpino.
Nel 2011, l'aeroporto Gex è stato acquisito dalla Regione autonoma Valle d'Aosta e conferito fino al 2034 alla società AVDA S.p.A., di cui la Regione possiede il 49%, mentre il restante 51% appartiene all'Air Vallée S.p.A., in qualità di socio privato.
La riapertura dell'aeroporto al traffico turistico internazionale e commerciale era prevista per febbraio 2012. L'aeroporto sarebbe dovuto ritornare ad essere operativo a partire dal settembre 2013 con il ripristino del collegamento Aosta-Roma, affidato alla compagnia elvetica Darwin Airline, tuttavia l'Enac bloccò l'operazione precisando che il diritto di cabotaggio non permette a compagnie svizzere di operare voli domestici nell'Unione europea.
Il piano-aeroporti proposto nel 2012 da ENAC e dal ministro dello Sviluppo Corrado Passera, sulla base degli studi di OneWorks, Kpmg e Nomisma, ne mette comunque a rischio il futuro.

## Aeroclub
L'AeroClub Valle d'Aosta è la sezione della Valle d'Aosta dell'Aero Club d'Italia e all'inizio del 2007 conta circa 400 soci.

### Storia
La storia del volo nella regione iniziò nel 1914, con l'atterraggio in un prato nei pressi di Aosta (in zona Montfleury) del pilota Agénor Parmelin col suo aereo Deperdussin: fu un atterraggio di fortuna, dopo che aveva sorvolato il Monte Bianco.
Nel 1956 venne fondata da un gruppo di appassionati l'Associazione Valdostana Aeronautica, creata con lo scopo di sollevare interesse a livello tecnico e politico sulla realizzazione di un aeroporto. L'associazione venne federata all'Aero Club d'Italia nel 1958 e i voli sul nuovo aeroporto cominciarono il 10 maggio 1959.
Grazie all'impulso dato da Corrado Gex, un appassionato pilota valdostano divenuto poi deputato regionale (e al quale fu poi intitolato l'aeroporto di Aosta), nel 1965 venne presentato un decreto legge per la liberalizzazione delle aree di atterraggio, cioè per la possibilità per un aeromobile di atterrare su una qualsiasi superficie idonea (ad esempio ghiacciai, prati, laghi o fiumi e pendii).
In assenza di ogni altra organizzazione in materia, inizialmente gli aeromobili dell'AeroClub si occupavano anche delle ricerche di dispersi, dei soccorsi a feriti e del rifornimento di viveri ai rifugi in alta montagna.
Nel 1964 venne fondata l'AerAosta che, con un Pilatus Porter munito di sci, iniziò il trasporto di turisti e sciatori sui ghiacciai.
All'inizio degli anni sessanta si cominciò a sviluppare anche il volo a vela, grazie soprattutto alle condizioni microclimatologiche ed alla geomorfologia della regione; ad esempio, in primavera è uno dei migliori posti in Europa dove il fenomeno meteorologico dell'"onda" è maggiormente sfruttabile. Le montagne che circondano la Valle d'Aosta, tra le più alte d'Europa, oltre a favorire la formazione di intensi movimenti termodinamici, in presenza di vento innescano i suddetti imponenti movimenti ondulatori, che rendono possibili voli di grande performance.
Con il tempo, l'importanza dell'AeroClub come struttura di soccorso è notevolmente diminuita: il volontariato di allora è stato sostituito dalla struttura della Protezione Civile ed i velivoli ad ala fissa hanno lasciato il posto ai più versatili elicotteri.
Da una sezione dell'AeroClub Valle d'Aosta è nata l'Air Vallée, una compagnia aerea regionale che, oltre al compito di istituire i primi collegamenti aerei regolari da Aosta, si era assunta la responsabilità di gestire la trasformazione dell'aeroporto da piccolo scalo locale aperto al traffico privato ad aeroporto internazionale aperto al traffico commerciale.
Nel 2010, in seguito a incomprensioni con l'amministrazione regionale, l'Air Vallée ha interrotto gli accordi, spostandosi all'aeroporto di Rimini-Miramare.

#### Record
L'aeroclub detiene il record italiano di altezza in aliante monoposto (quota 10 544 metri s.l.m.) e il record di distanza punto-punto in aliante (1 120 km)

## Galleria d'immagini

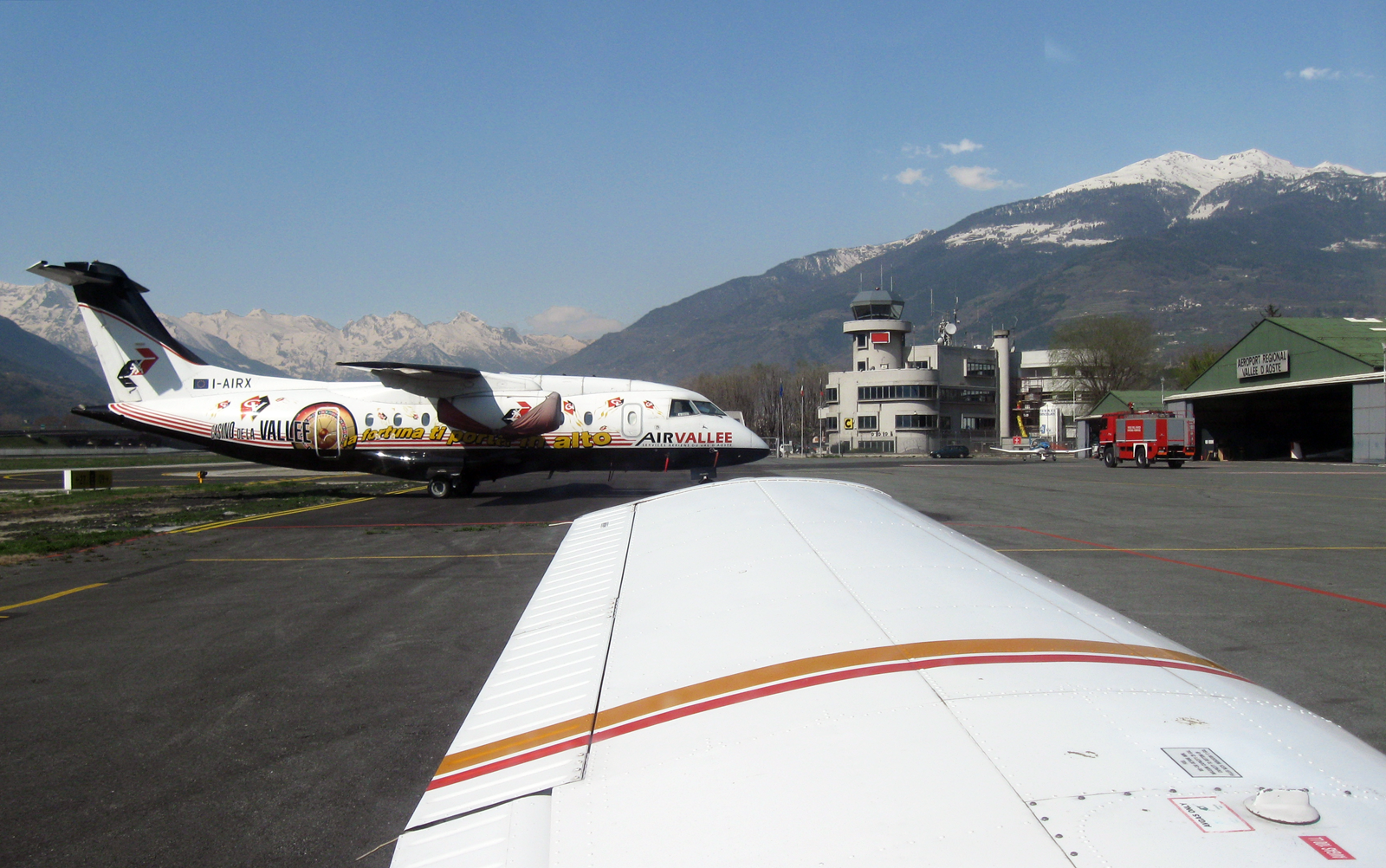
Vista della torre dell'aeroporto con un Dornier 328 della Air Vallée in primo piano.
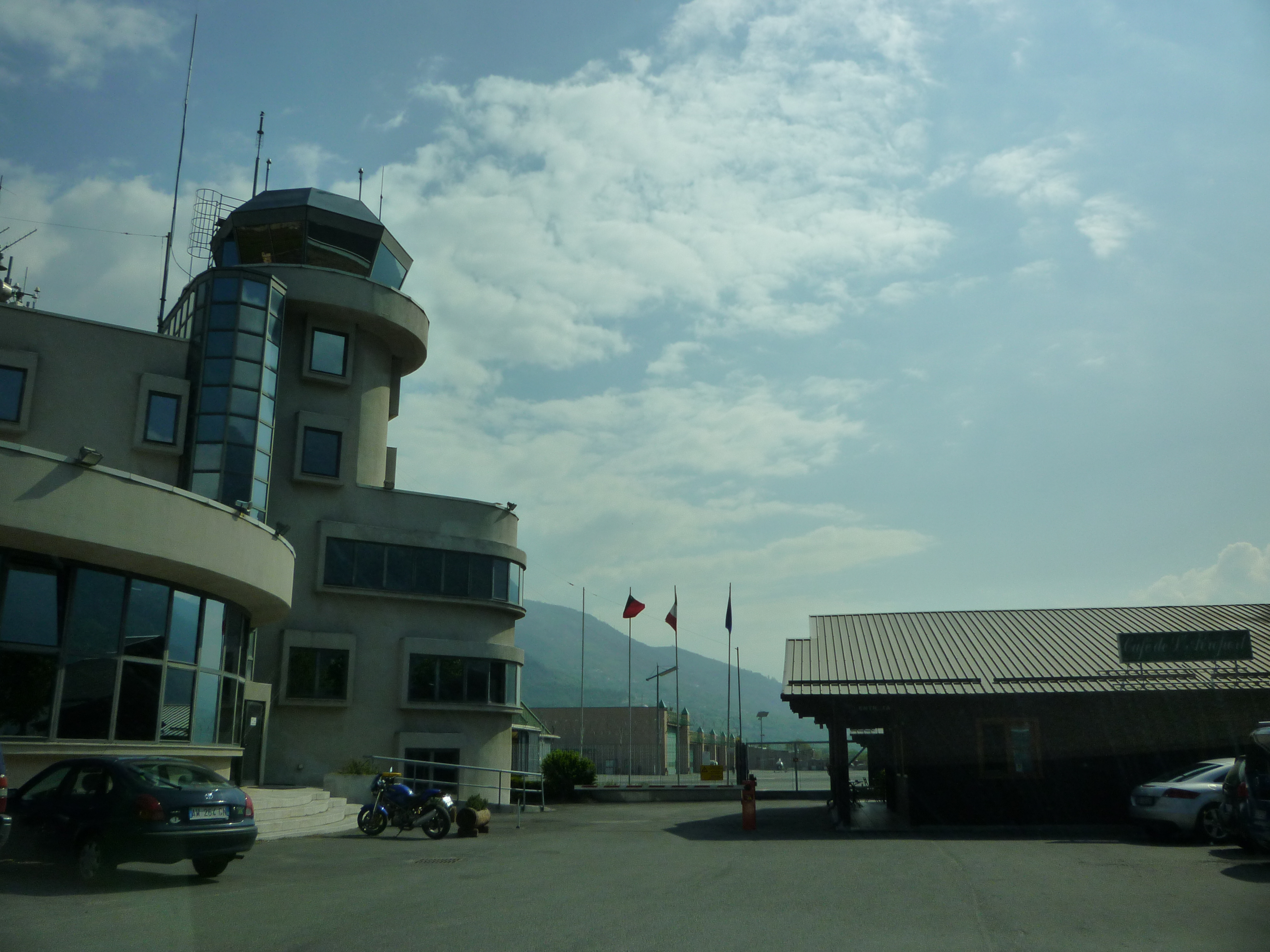
La torre di controllo e il café de l'aéroport
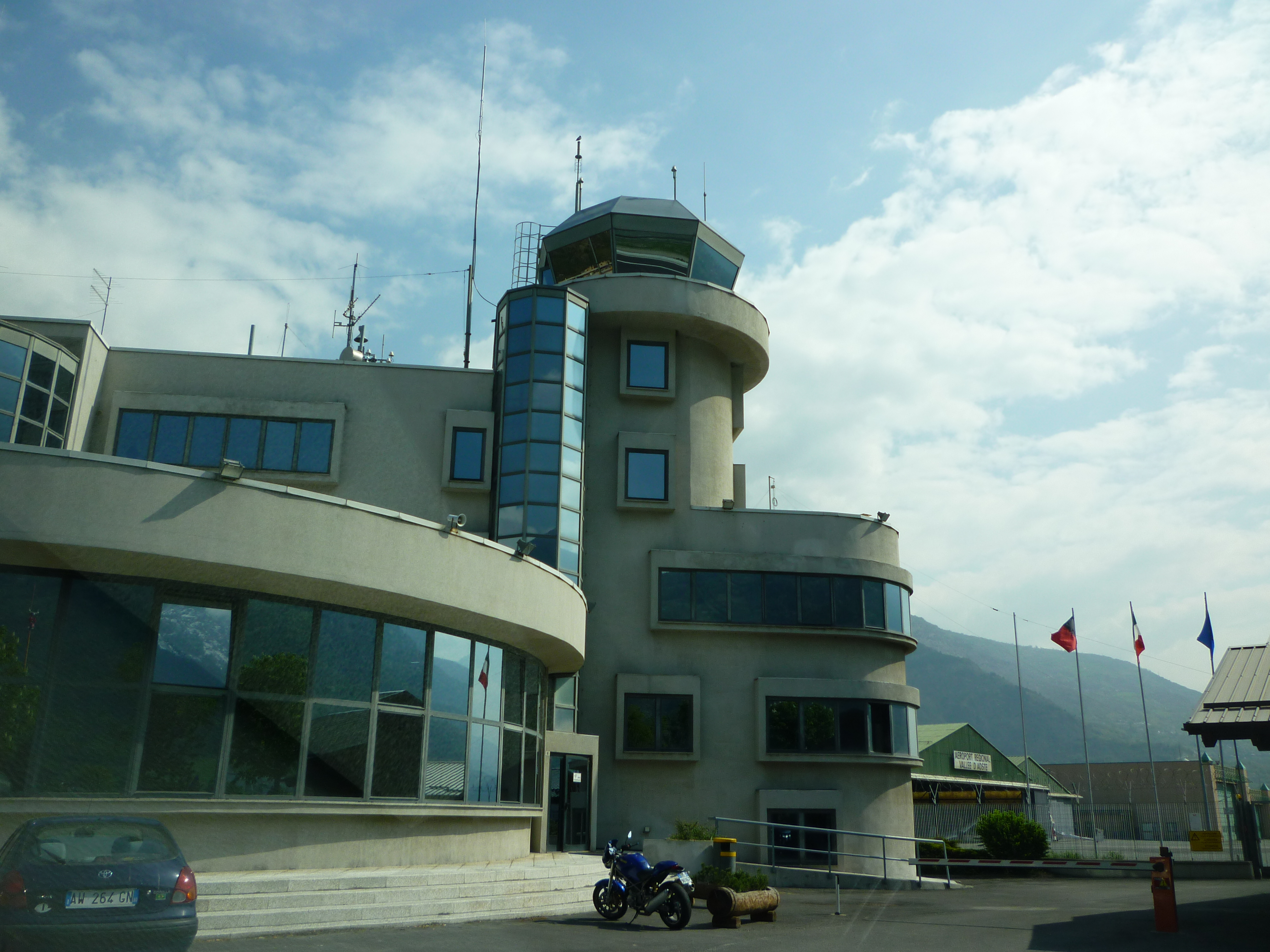
La torre di controllo e gli hangar sullo sfondo
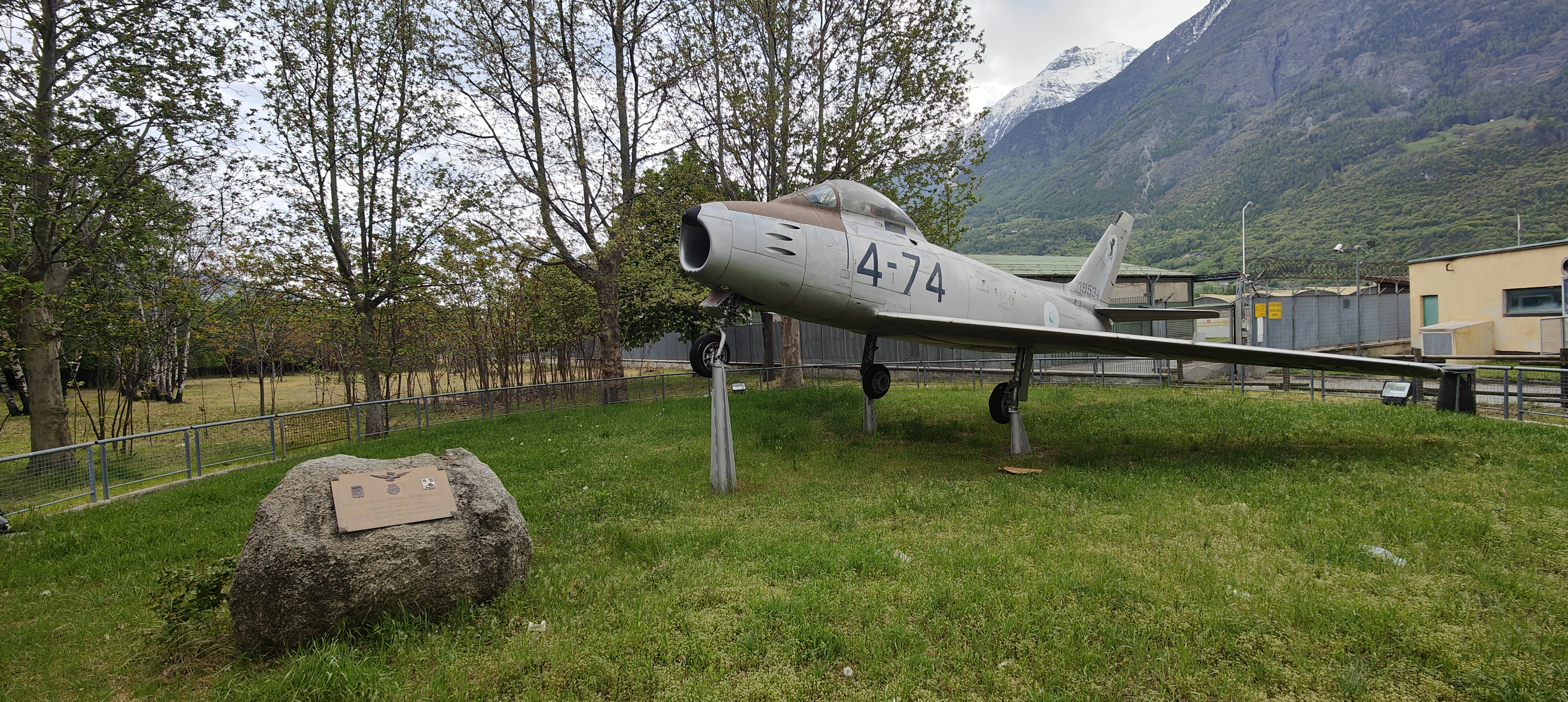
Canadair Sabre del 1953 esposto all'aeroporto di Aosta (AMI 19534 matricola 4-74) dal 28 settembre 2002 a cura della Associazione Arma Aeronautica sezione valdostana